# Juncun (ort i Kina, Jiangxi Sheng, lat 26,36, long 115,10)
Juncun är en ort i Kina. Den ligger i provinsen Jiangxi, i den sydöstra delen av landet, omkring 270 kilometer söder om provinshuvudstaden Nanchang. Antalet invånare är 38 480. Befolkningen består av 18 967 kvinnor och 19 513 män. Barn under 15 år utgör 31 %, vuxna 15-64 år 59 %, och äldre över 65 år 9,0 %.
Runt Juncun är det ganska tätbefolkat, med 185 invånare per kvadratkilometer. Juncun är det största samhället i trakten. I omgivningarna runt Juncun växer i huvudsak blandskog.
Genomsnittlig årsnederbörd är 1 925 millimeter. Den regnigaste månaden är maj, med i genomsnitt 327 mm nederbörd, och den torraste är oktober, med 21 mm nederbörd.